# Angelica hendersonii
Angelica hendersonii es una especie de planta herbácea de la familia de las apiáceas. Es originaria de la costa oeste de Estados Unidos, desde Washington al centro de California, donde crece en el matorral costero y otro hábitat en la costa inmediata. 

## Descripción
Es una hierba perenne con un vástago de ramificación erecta que alcanza un tamaño comprendido entre alrededor de 1 y 2 metros de altura. Las hojas basales son de forma ovalada, con foliolos cada uno de hasta 10 centímetros de largo, con bordes dentados y envés blanco lanoso. Las inflorescencias en forma de umbelas de hasta 60 rayos que sostienen racimos de flores difusas. Las flores producen frutos que están emparejados, de casi un centímetro de largo cada uno conteniendo una semilla.

## Taxonomía
Angelica hendersonii fue descrita por J.M.Coult. & Rose y publicado en Botanical Gazette 13(4): 80. 1888.
Etimología
Ver: Angelica
hendersonii: epíteto en honor del botánico americano Louis Forniquet Henderson (1853-1942).
Sinonimia
- Angelica hendersonii (J.M.Coult. & Rose) M.Hiroe
- Angelica tomentosa var. hendersonii (J.M.Coult. & Rose) DiTomaso[3]